# Hantan
Hantan (korejsky 한탄강; česká transkripce: Hantangang) je řeka pramenící v Pchjŏnggangu v Severní Koreji protékající přes hranici do provincií Kangwon a Kjonggi v Jižní Koreji. Je přítokem řeky Imdžin, která ústí do řeky Han a vlévá se do Žlutého moře. Řeka Hantan je oblíbené místo pro rafting.[zdroj?]

## Čchorwonská pláň
Planina Čchǒrwon je oblast podél povodí řek Imdžin a Hantan, která byla vytvořena sopečnou činností. Mnoho migrujících ptáků zde přečkává zimu, protože v zimě zde vyvěrá teplá voda a povrchové vody nezamrzají, což usnadňuje hledání potravy.
V době korejské války zde probíhaly boje. Po uzavření příměří a podepsání Dohody o neútočení na Korejském poloostrově v roce 1953 byla oblast označena jako oblast civilní kontroly. Díky zákazu vstupu lidí se oblast proměnila zpět na travnaté a křovinaté plochy. Mokřady a pastviny se staly důležitými místy pro krmení i odpočinek stěhovavých ptáků.

## Historie
V oblasti řeky Hantan byl poprvé identifikován a nalezen první přenašeč infekčního viru Hantaan orthohantavirus. Objevil jej Dr. Lee Ho-wang společně se svými spolupracovníky a byl pojmenován po řece Hantan. Název se také používá pro celý rod virů Orthohantavirus (dříve známý jako Hantavirus) a jejich čeleď Hantaviridae.
V roce 2007 byla na dolním toku řeky zahájena stavba přehrady Hantangang. Očekávalo se, že stavba přehrady bude dokončena v polovině roku 2015. Jediným účelem přehrady byla ochrana před záplavami. Tato oblast byla v době korejské války taktéž bojištěm, přesto zde bylo díky přírodě na březích řeky založeno Národní turistické středisko Hantang River.

## Geografie a geologie
Řeka Hantan protéká hornatou oblastí, kde v kenozoiku a čtvrtohorách probíhala sopečná činnost, díky které se zde vytvořily kaňony a útesy. V minulosti zde sopečná činnost vyprodukovala velké množství čediče, který pokryl celou oblast řeky Hantan a vytvořil Čchorwon-Pchjǒnggangskou lávovou plošinu (anglicky Cheorwon-Pyeonggang lava plateau). Později vody řeky erodovaly čedič, čímž vytvořily hluboké kaňony a čedičové útesy, které existují dodnes. Řeka Hantan má přítoky Namdäčchǒn (Namdaecheon), Jǒngpjǒngčchǒn (Yeongpyeongcheon) a Čatančchǒn (Chatancheon), které společně s řekou Imdžin tvoří rovnou řeku s mírným sklonem a dobře vyvinutými písečnými břehy. Horniny, které tvoří půdu v kaňonu vzniklém sopečnou činností v riftové zóně Čchugarǒng, zahrnují porfyrickou metamorfovanou rulu, proterozoickou metamorfní sedimentární horninu Jǒnčchǒn, jurskou a porfyrickou žulu a křídové sedimentární horniny skupiny Šindong (Shindong Formation Group).

## Geologický park
- Vodopád Čiktang
- Samtong – oblast s vytékající vodou, kde voda vystupuje na povrch při dešti. Vytékající voda, která má teplotu 13–15 °C, v zimě nezamrzá a ani nevysychá při silném suchu. Byly instalovány velké a malé kanály k zavlažování okolních polí. Oblast je známá pálivým křenem, který se zde pěstuje.
- Hora Soi, Čchǒrwonská lávová země – oblast se strategickým významem pro vojenské účely. Probíhaly zde tvrdé boje během korejské války.
- Kosǒkdžǒng
- Vodopády Sampujǒn
- Vodopády Pidulginang
- Soutěska Mǒnguri
- Vodopády Čäin

## Galerie

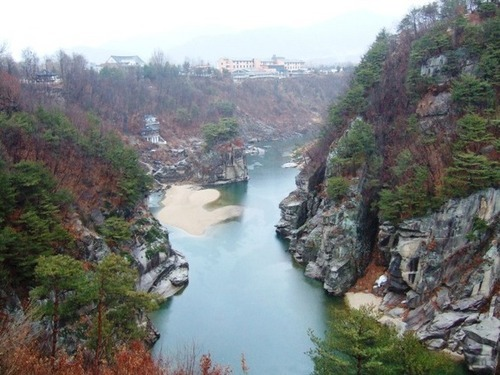
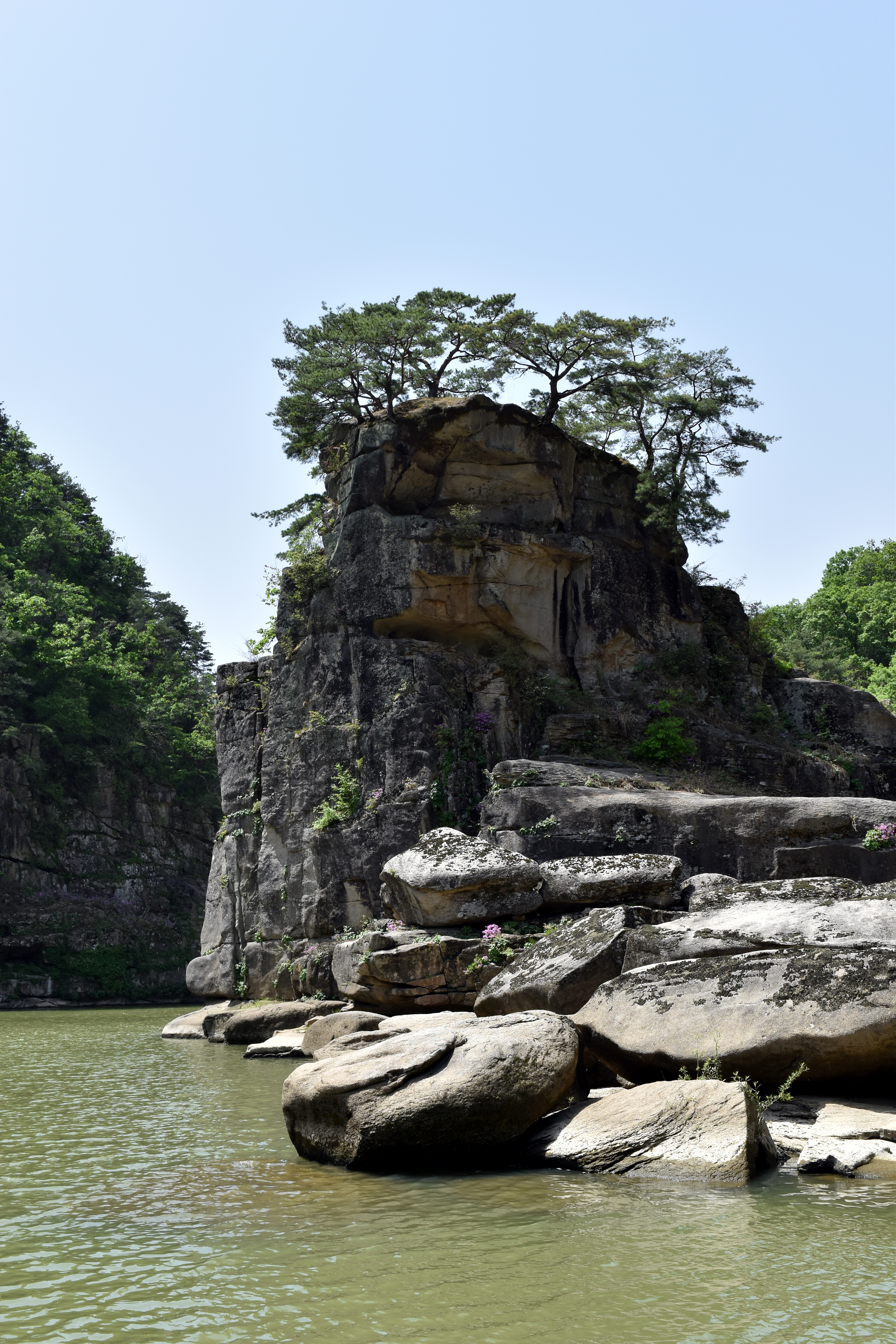
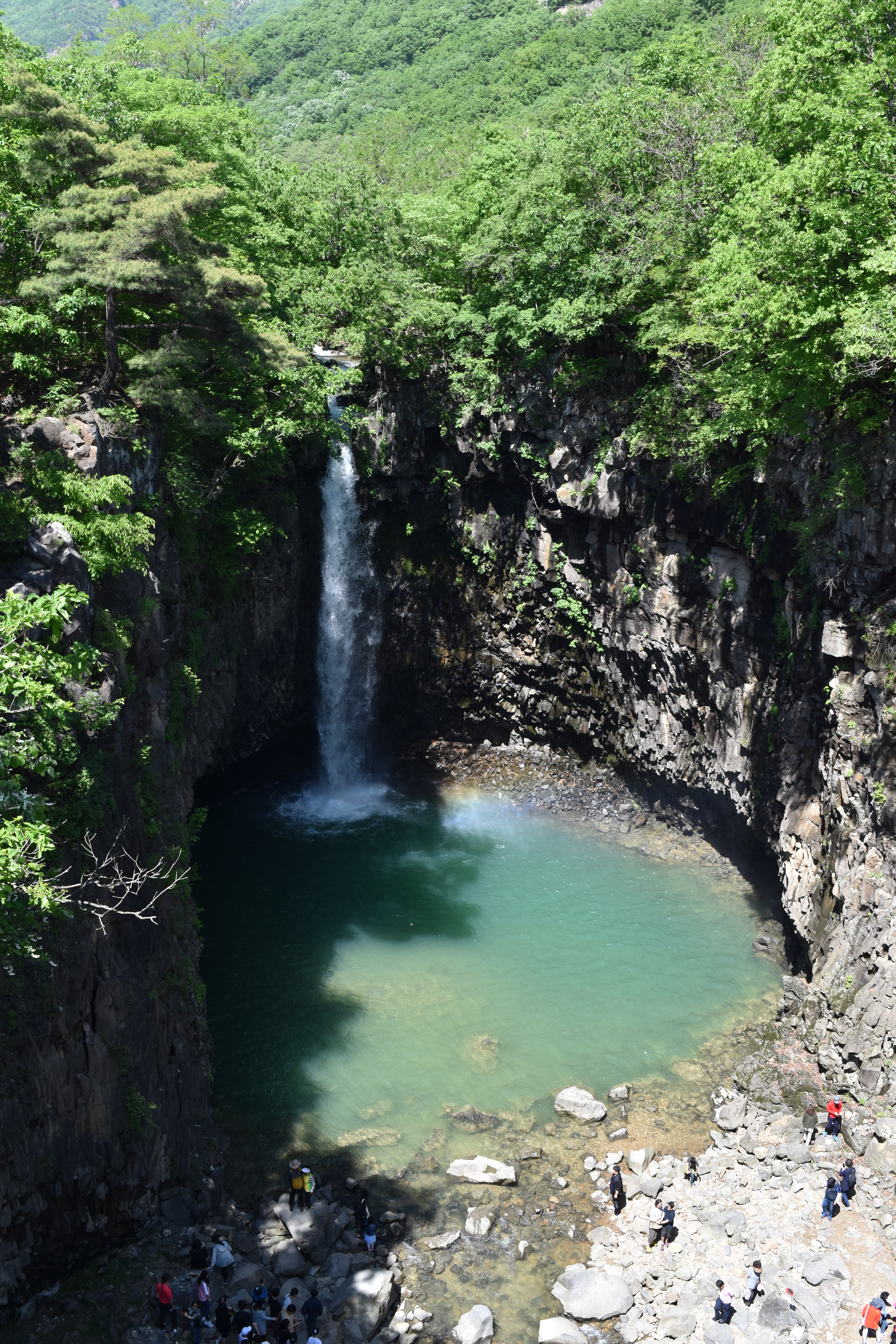
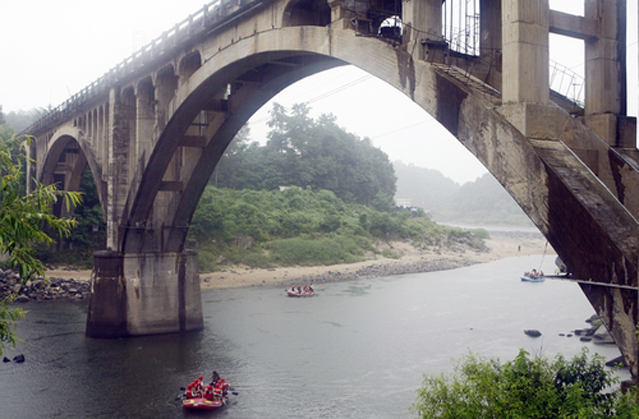
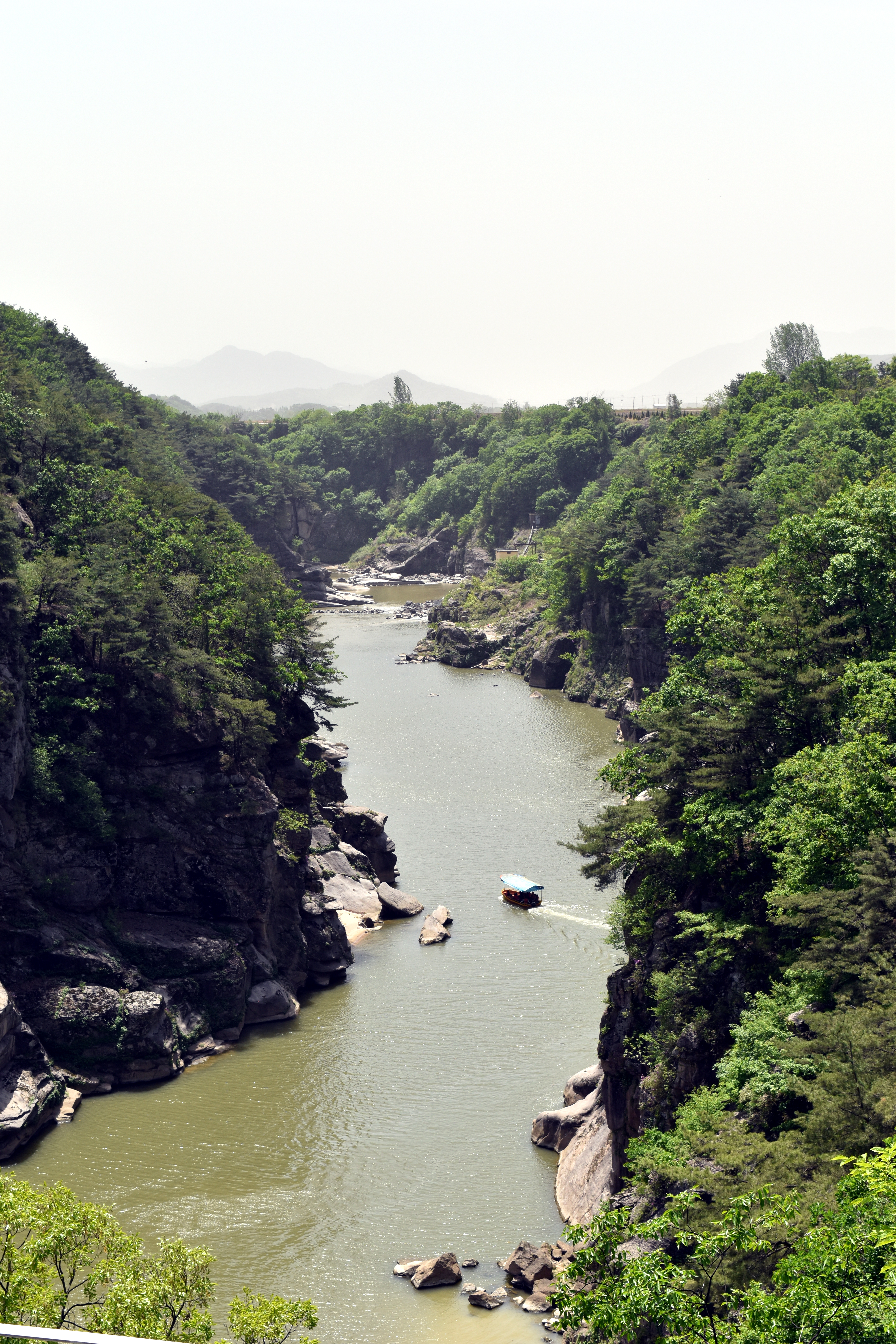